# Америку Лопіш
Америку Феррейра Лопіш (порт. Américo Ferreira Lopes, нар. 6 березня 1933, Санта-Марія-де-Ламаш — 22 вересня 2023) — португальський футболіст, що грав на позиції воротаря за «Порту», а також національну збірну Португалії, у складі якої — бронзовий призер чемпіонату світу 1966 року.

## Клубна кар'єра
У дорослому футболі дебютував 1952 року виступами за команду клубу «Порту». Для отримання ігрового досвіду протягом 1954—1958 років грав на умовах оренди за іншу команду з Порту, «Боавішту» у другому португальському дивізіоні. Повернувся з оренди 1958 року, проте основним голкіпером «Порту» став лише з сезону 1961/62. Завершив виступи на футбольному полі у 36-річному віці 1969 року.

## Виступи за збірну
1964 року дебютував в офіційних матчах у складі національної збірної Португалії. Протягом кар'єри у національній команді, яка тривала 5 років, провів у формі головної команди країни 15 матчів.
У складі збірної був учасником чемпіонату світу 1966 року в Англії, на якому команда здобула бронзові нагороди, проте протягом турніру був одним з резервістів Жозе Перейри і на поле не виходив.

## Титули і досягнення
- Бронзовий призер чемпіонату світу: 1966